# Andalusisk barnmorskegroda
Andalusisk barnmorskegroda (Alytes dickhilleni) är en art i familjen skivtungade grodor som tillhör ordningen stjärtlösa groddjur.

## Utseende
Den andalusiska barnmorskegrodan är en liten, knubbig groda som är lik den vanliga barnmorskegrodan. Skinnet är emellertid slätare och inte så paddliknande. Färgen växlar mellan gulaktig, brunaktig eller grönaktig på ovansidan, vanligtvis med små mörka och ljusa prickar. Buken är vitaktig. Fötterna saknar simhud, hanarna har heller inga strupsäckar. Ögonen är stora, och har en smal, vertikal pupill. Parotidkörtlarna är små, men tydligt synliga.

## Utbredning
Grodan förekommer i bergen i sydöstra Spanien som bland annat Sierra Nevada och i provinsen Almería.

## Vanor
Den andalusiska barnmorskegrodan lever främst i bergen på höjder mellan 700 och 2 100 m. Den förekommer i tall- och ekskogar samt öppna, klippiga landskap, gärna på kalkstensgrund. Grodan håller sig nära vatten, ofta på grusmark eller under stenar. Den vuxna grodan lever av leddjur som mångfotingar, skalbaggar, syrsor, flugor och fjärilslarver. Grodynglen lever av växtföda. 

### Fortplantning
Den andalusiska barnmorskegrodan leker i april och maj. Amplexus (hanens omklamrande av honan i samband med leken) sker strax framför bakbenen. Efter äggläggningen, som sker på land, virar hanen äggmassan runt bakbenen. Han bär dem därefter med sig i upp till 2 månader, och håller under tiden äggmassan fuktig genom att vistas i fuktiga gömslen nära vatten och genom att regelbundet fukta dem. Hanen deponerar senare äggen inför kläckningen i vattensamlingar som bergsbäckar och ofta människoskapade vattensamlingar som vattentråg och liknande. Ynglen övervintrar i vattnet och kan ta upp till ett år på sig för att förvandlas till fullbildade grodor.

## Status
Den andalusiska barnmorskegrodan är klassificerad som sårbar ("VU", underklassificering "B2ab(iii,iv)"), främst på grund av det lilla utbredningsområdet och den fragmenterade utbredningen i kombination med vattenregleringar, torka och ett moderniserat jordbruk som berövat den många av sina yngelplatser.